# Premier League (2023/2024)
Sezon 2023/2024 Premier League – 32. edycja tych rozgrywek od czasu założenia w 1992 roku.
Sezon rozpocznie się 12 sierpnia 2023 roku, a zakończy się 19 maja 2024 roku. W rywalizacji weźmie udział 20 zespołów, w tym obrońca tytułu – Manchester City oraz trzy zespoły, które awansowały z Championship w poprzednim sezonie: Burnley, Sheffield United i Luton Town (zwycięzca baraży).

## Drużyny
| Uczestnicy poprzedniej edycji                                                                                 | Uczestnicy poprzedniej edycji | Uczestnicy poprzedniej edycji | Uczestnicy poprzedniej edycji |
| --- | ----------------------------- | ----------------------------- | ----------------------------- |
| MNC | Manchester City               | 1                             |                               |
| ARS | Arsenal                       | 2                             |                               |
| MNU | Manchester United             | 3                             |                               |
| NEW | Newcastle United              | 4                             |                               |
| LFC | Liverpool                     | 5                             |                               |
| B&H | Brighton & Hove Albion        | 6                             |                               |
| AST | Aston Villa                   | 7                             |                               |
| TOT | Tottenham Hotspur             | 8                             |                               |
| BRE | Brentford                     | 9                             |                               |
| FUL | Fulham                        | 10                            |                               |
| CRY | Crystal Palace                | 11                            |                               |
| CHE | Chelsea                       | 12                            |                               |
| WOL | Wolverhampton Wanderers       | 13                            |                               |
| WHU | West Ham United               | 14                            |                               |
| BOU | Bournemouth                   | 15                            |                               |
| NTF | Nottingham Forest             | 16                            |                               |
| EVE | Everton                       | 17                            |                               |
| Awans z EFL Championship 2022/2023                                                                            |                               |                               |                               |
| BUR | Burnley                       | 1                             |                               |
| SHU | Sheffield United              | 2                             |                               |
| po barażach                                                                                                   |                               |                               |                               |
| LUT | Luton Town                    | 3                             |                               |
| Oznaczenia: - kolumna pierwsza – skróty nazw drużyn, - kolumna trzecia – miejsce zajęte w poprzednim sezonie. |                               |                               |                               |

## Stadiony i lokalizacje
|  | Miasto              | Stadion                     | Klub                    | Pojemność | Zdjęcie |
|  | ------------------- | --------------------------- | ----------------------- | --------- | ------- |
|  | Manchester          | Old Trafford                | Manchester United       | 74 310    |         |
|  | Londyn              | Tottenham Hotspur Stadium   | Tottenham Hotspur       | 62 850    |         |
|  | Londyn              | London Stadium              | West Ham United         | 62 500    |         |
|  | Liverpool           | Anfield                     | Liverpool               | 61 276    |         |
|  | Londyn              | Emirates Stadium            | Arsenal                 | 60 704    |         |
|  | Manchester          | City of Manchester Stadium  | Manchester City         | 53 400    |         |
|  | Newcastle upon Tyne | St James’ Park              | Newcastle United        | 52 305    |         |
|  | Birmingham          | Villa Park                  | Aston Villa             | 42 657    |         |
|  | Londyn              | Stamford Bridge             | Chelsea                 | 40 343    |         |
|  | Liverpool           | Goodison Park               | Everton                 | 39 414    |         |
|  | Sheffield           | Bramall Lane                | Sheffield United        | 32 050    |         |
|  | Brighton            | Falmer Stadium              | Brighton & Hove Albion  | 31 800    |         |
|  | Wolverhampton       | Molineux Stadium            | Wolverhampton Wanderers | 31 750    |         |
|  | West Bridgford      | City Ground                 | Nottingham Forest       | 30 332    |         |
|  | Londyn              | Selhurst Park               | Crystal Palace          | 25 486    |         |
|  | Londyn              | Craven Cottage              | Fulham                  | 22 384    |         |
|  | Burnley             | Turf Moor                   | Burnley                 | 21 944    |         |
|  | Londyn              | Brentford Community Stadium | Brentford               | 17 250    |         |
|  | Bournemouth         | Dean Court                  | Bournemouth             | 11 364    |         |
|  | Luton               | Kenilworth Road             | Luton Town              | 10 356    |         |

## Trenerzy, kapitanowie i sponsorzy
| Zespół                  | Trener              | Kapitan            | Sponsor techniczny | Sponsor strategiczny |
| ----------------------- | ------------------- | ------------------ | ------------------ | -------------------- |
| Arsenal                 | Mikel Arteta        | Martin Ødegaard    | Adidas             | Emirates             |
| Aston Villa             | Unai Emery          | John McGinn        | Castore            | Bk8                  |
| Bournemouth             | Andoni Iraola       | Neto               | Umbro              | Dafabet              |
| Brentford               | Thomas Frank        | Christian Nørgaard | Umbro              | Hollywoodbets        |
| Brighton & Hove Albion  | Roberto De Zerbi    | Lewis Dunk         | Nike               | American Express     |
| Burnley                 | Vincent Kompany     | Jack Cork          | Umbro              | W88                  |
| Chelsea                 | Mauricio Pochettino | Reece James        | Nike               | Infinite Athlete     |
| Crystal Palace          | Oliver Glasner      | Joel Ward          | Macron             | Cinch                |
| Everton                 | Sean Dyche          | Séamus Coleman     | Hummel             | Stake.com            |
| Fulham                  | Marco Silva         | Tom Cairney        | Adidas             | SBOTOP               |
| Liverpool               | Jürgen Klopp        | Virgil van Dijk    | Nike               | Standard Chartered   |
| Luton Town              | Rob Edwards         | Tom Lockyer        | Umbro              | Utilitia             |
| Manchester City         | Pep Guardiola       | Kevin De Bruyne    | Puma               | Etihad Airways       |
| Manchester United       | Erik ten Hag        | Bruno Fernandes    | Adidas             | TeamViewer           |
| Newcastle United        | Eddie Howe          | Jamaal Lascelles   | Castore            | Sela                 |
| Nottingham Forest       | Nuno Espirito Santo | Joe Worrall        | Macron             | Adidas               |
| Sheffield United        | Chris Wilder        | John Egan          | Erreà              | CFI Financial Group  |
| Tottenham Hotspur       | Ange Postecoglou    | Son Heung-min      | Nike               | AIA                  |
| West Ham United         | David Moyes         | Kurt Zouma         | Umbro              | Betway               |
| Wolverhampton Wanderers | Gary O’Neil         | Max Kilman         | Castore            | AstroPay             |

| Oznaczenia: - Jako sponsora technicznego należy rozumieć firmę, która dostarcza danemu klubowi sprzęt niezbędny do gry - Jako sponsora strategicznego należy rozumieć firmę, która reklamuje się na klatce piersiowej koszulki meczowej |

### Zmiany trenerów
| Klub                    | Były trener        | Data odejścia   | Powód                             | Nowy trener         | Data zatrudnienia |
| ----------------------- | ------------------ | --------------- | --------------------------------- | ------------------- | ----------------- |
| Przed sezonem           |                    |                 |                                   |                     |                   |
| Chelsea                 | Frank Lampard      | 28 maja 2023    | Koniec umowy tymczasowej          | Mauricio Pochettino | 29 maja 2023      |
| Tottenham Hotspur       | Ryan Mason         | 28 maja 2023    | Koniec umowy tymczasowej          | Ange Postecoglou    | 6 czerwca 2023    |
| Bournemouth             | Gary O’Neil        | 19 czerwca 2023 | Zwolnienie                        | Andoni Iraola       | 19 czerwca 2023   |
| Wolverhampton Wanderers | Julen Lopetegui    | 8 sierpnia 2023 | Zwolnienie za porozumieniem stron | Gary O’Neil         | 9 sierpnia 2023   |
| W trakcie sezonu        |                    |                 |                                   |                     |                   |
| Sheffield United        | Paul Heckingbottom | 5 grudnia 2023  | Zwolnienie                        | Chris Wilder        | 5 grudnia 2023    |
| Nottingham Forest       | Steve Cooper       | 19 grudnia 2023 | Zwolnienie                        | Nuno Espírito Santo | 20 grudnia 2023   |
| Crystal Palace          | Roy Hodgson        | 19 lutego 2024  | Zwolnienie                        | Oliver Glasner      | 19 lutego 2024    |

## Rozgrywki

### Tabela ligowa
| Lp. | Drużyna                 | M  | Z  | R  | P  | B+ | B–  | +/– | Pkt | Kwalifikacja lub spadek                |
| --- | ----------------------- | -- | -- | -- | -- | -- | --- | --- | --- | -------------------------------------- |
| 1   | Manchester City (M)     | 38 | 28 | 7  | 3  | 96 | 34  | +62 | 91  | Liga Mistrzów UEFA • Faza ligowa       |
| 2   | Arsenal                 | 38 | 28 | 5  | 5  | 91 | 29  | +62 | 89  | Liga Mistrzów UEFA • Faza ligowa       |
| 3   | Liverpool (L)           | 38 | 24 | 10 | 4  | 86 | 41  | +45 | 82  | Liga Mistrzów UEFA • Faza ligowa       |
| 4   | Aston Villa             | 38 | 20 | 8  | 10 | 75 | 61  | +14 | 68  | Liga Mistrzów UEFA • Faza ligowa       |
| 5   | Tottenham Hotspur       | 38 | 20 | 6  | 12 | 74 | 61  | +13 | 66  | Liga Europy UEFA • Faza ligowa         |
| 6   | Chelsea                 | 38 | 18 | 9  | 11 | 77 | 63  | +14 | 63  | Liga Konferencji UEFA • Runda play-off |
| 7   | Newcastle United        | 38 | 18 | 6  | 14 | 85 | 62  | +23 | 60  |                                        |
| 8   | Manchester United (P)   | 38 | 18 | 6  | 14 | 57 | 58  | −1  | 60  | Liga Europy UEFA • Faza ligowa         |
| 9   | West Ham United         | 38 | 14 | 10 | 14 | 60 | 74  | −14 | 52  |                                        |
| 10  | Crystal Palace          | 38 | 13 | 10 | 15 | 57 | 58  | −1  | 49  |                                        |
| 11  | Brighton & Hove Albion  | 38 | 12 | 12 | 14 | 55 | 62  | −7  | 48  |                                        |
| 12  | Bournemouth             | 38 | 13 | 9  | 16 | 54 | 67  | −13 | 48  |                                        |
| 13  | Fulham                  | 38 | 13 | 8  | 17 | 55 | 61  | −6  | 47  |                                        |
| 14  | Wolverhampton Wanderers | 38 | 13 | 7  | 18 | 50 | 65  | −15 | 46  |                                        |
| 15  | Everton                 | 38 | 13 | 9  | 16 | 40 | 51  | −11 | 40  |                                        |
| 16  | Brentford               | 38 | 10 | 9  | 19 | 56 | 65  | −9  | 39  |                                        |
| 17  | Nottingham Forest       | 38 | 9  | 9  | 20 | 49 | 67  | −18 | 32  |                                        |
| 18  | Luton Town (S)          | 38 | 6  | 8  | 24 | 52 | 85  | −33 | 26  | Spadek do EFL Championship             |
| 19  | Burnley (S)             | 38 | 5  | 9  | 24 | 41 | 78  | −37 | 24  | Spadek do EFL Championship             |
| 20  | Sheffield United (S)    | 38 | 3  | 7  | 28 | 35 | 104 | −69 | 16  | Spadek do EFL Championship             |

1. ↑  Liverpool zajmuje miejsce premiowane grą w europejskich pucharach. Miejsce w Lidze Konferencji przyznane zwycięzcom Pucharu EFL zostanie przeniesione do najwyżej sklasyfikowanej drużyny Premier League, która nie zakwalifikuje się do europejskich rozgrywek (na 25 lutego jest to szósta pozycja).
2. ↑  Everton odjęto pierwotnie 10 punktów za złamanie zasad finansowych[16]. Od tej decyzji przysługiwało odwołanie, które klub złożył[17]. W wyniku złożonego odwołania złagodzono karę do 6 punktów[18]. Everton otrzymał karę odjęcia dodatkowych 2 punktów[19]. Odwołanie zostało wycofane[20][21].
3. ↑  Nottingham Forest odjęto cztery punkty za złamanie zasad finansowych[22]. Decyzja ta jest obecnie przedmiotem odwołania[23].

### Wyniki
| Gospodarz \ Gość        | ARS | AVL | BOU | BRE | BHA | BUR | CHE | CRY | EVE | FUL | LIV | LUT | MCI | MUN | NEW | NFO | SHU | TOT | WHU | WOL |
| ----------------------- | --- | --- | --- | --- | --- | --- | --- | --- | --- | --- | --- | --- | --- | --- | --- | --- | --- | --- | --- | --- |
| Arsenal                 |     | 0–2 | 3–0 | 2–1 | 2–0 | 3–1 | 5–0 | 5–0 | 2–1 | 2–2 | 3–1 | 2–0 | 1–0 | 3–1 | 4–1 | 2–1 | 5–0 | 2–2 | 0–2 | 2–1 |
| Aston Villa             | 1–0 |     | 3–1 | 3–3 | 6–1 | 3–2 | 2–2 | 3–1 | 4–0 | 3–1 | 3–3 | 3–1 | 1–0 | 1–2 | 1–3 | 4–2 | 1–1 | 0–4 | 4–1 | 2–0 |
| Bournemouth             | 0–4 | 2–2 |     | 1–2 | 3–0 | 2–1 | 0–0 | 1–0 | 2–1 | 3–0 | 0–4 | 4–3 | 0–1 | 2–2 | 2–0 | 1–1 | 2–2 | 0–2 | 1–1 | 1–2 |
| Brentford               | 0–1 | 1–2 | 2–2 |     | 0–0 | 3–0 | 2–2 | 1–1 | 1–3 | 0–0 | 1–4 | 3–1 | 1–3 | 1–1 | 2–4 | 3–2 | 2–0 | 2–2 | 3–2 | 1–4 |
| Brighton & Hove Albion  | 0–3 | 1–0 | 3–1 | 2–1 |     | 1–1 | 1–2 | 4–1 | 1–1 | 1–1 | 2–2 | 3–1 | 0–4 | 0–2 | 3–1 | 1–0 | 1–1 | 4–2 | 1–3 | 0–0 |
| Burnley                 | 0–5 | 1–3 | 0–2 | 2–1 | 1–1 |     | 1–4 | 0–2 | 0–2 | 2–2 | 0–2 | 1–1 | 0–3 | 0–1 | 1–4 | 1–2 | 5–0 | 2–5 | 1–2 | 1–1 |
| Chelsea                 | 2–2 | 0–1 | 2–1 | 0–2 | 3–2 | 2–2 |     | 2–1 | 6–0 | 1–0 | 1–1 | 3–0 | 4–4 | 4–3 | 3–2 | 0–1 | 2–0 | 2–0 | 5–0 | 2–4 |
| Crystal Palace          | 0–1 | 5–0 | 0–2 | 3–1 | 1–1 | 3–0 | 1–3 |     | 2–3 | 0–0 | 1–2 | 1–1 | 2–4 | 4–0 | 2–0 | 0–0 | 3–2 | 1–2 | 5–2 | 3–2 |
| Everton                 | 0–1 | 0–0 | 3–0 | 1–0 | 1–1 | 1–0 | 2–0 | 1–1 |     | 0–1 | 2–0 | 1–2 | 1–3 | 0–3 | 3–0 | 2–0 | 1–0 | 2–2 | 1–3 | 0–1 |
| Fulham                  | 2–1 | 1–2 | 3–1 | 0–3 | 3–0 | 0–2 | 0–2 | 1–1 | 0–0 |     | 1–3 | 1–0 | 0–4 | 0–1 | 0–1 | 5–0 | 3–1 | 3–0 | 5–0 | 3–2 |
| Liverpool               | 1–1 | 3–0 | 3–1 | 3–0 | 2–1 | 3–1 | 4–1 | 0–1 | 2–0 | 4–3 |     | 4–1 | 1–1 | 0–0 | 4–2 | 3–0 | 3–1 | 4–2 | 3–1 | 2–0 |
| Luton Town              | 3–4 | 2–3 | 2–1 | 1–5 | 4–0 | 1–2 | 2–3 | 2–1 | 1–1 | 2–4 | 1–1 |     | 1–2 | 1–2 | 1–0 | 1–1 | 1–3 | 0–1 | 1–2 | 1–1 |
| Manchester City         | 0–0 | 4–1 | 6–1 | 1–0 | 2–1 | 3–1 | 1–1 | 2–2 | 2–0 | 5–1 | 1–1 | 5–1 |     | 3–1 | 1–0 | 2–0 | 2–0 | 3–3 | 3–1 | 5–1 |
| Manchester United       | 0–1 | 3–2 | 0–3 | 2–1 | 1–3 | 1–1 | 2–1 | 0–1 | 2–0 | 1–2 | 3–3 | 1–0 | 0–3 |     | 3–2 | 3–2 | 4–2 | 2–2 | 3–0 | 1–0 |
| Newcastle United        | 1–0 | 5–1 | 2–2 | 2–0 | 1–1 | 2–0 | 4–1 | 4–0 | 1–1 | 3–0 | 1–2 | 4–4 | 2–3 | 1–0 |     | 1–3 | 5–1 | 4–0 | 4–3 | 3–0 |
| Nottingham Forest       | 1–2 | 2–0 | 2–3 | 1–1 | 2–3 | 1–1 | 2–3 | 1–1 | 0–1 | 3–1 | 0–1 | 2–2 | 0–2 | 2–1 | 2–3 |     | 2–1 | 0–2 | 2–0 | 2–2 |
| Sheffield United        | 0–6 | 0–5 | 1–3 | 1–0 | 0–5 | 1–4 | 2–2 | 0–1 | 2–2 | 3–3 | 0–2 | 2–3 | 1–2 | 1–2 | 0–8 | 1–3 |     | 0–3 | 2–2 | 2–1 |
| Tottenham Hotspur       | 2–3 | 1–2 | 3–1 | 3–2 | 2–1 | 2–1 | 1–4 | 3–1 | 2–1 | 2–0 | 2–1 | 2–1 | 0–2 | 2–0 | 4–1 | 3–1 | 2–1 |     | 1–2 | 1–2 |
| West Ham United         | 0–6 | 1–1 | 1–1 | 4–2 | 0–0 | 2–2 | 3–1 | 1–1 | 0–1 | 0–2 | 2–2 | 3–1 | 1–3 | 2–0 | 2–2 | 3–2 | 2–0 | 1–1 |     | 3–0 |
| Wolverhampton Wanderers | 0–2 | 1–1 | 0–1 | 0–2 | 1–4 | 1–0 | 2–1 | 1–3 | 3–0 | 2–1 | 1–3 | 2–1 | 2–1 | 3–4 | 2–2 | 1–1 | 1–0 | 2–1 | 1–2 |     |

## Statystyki

### Najlepsi strzelcy
| Bramki | Strzelcy        | Drużyna          |
| ------ | --------------- | ---------------- |
| 27     | Erling Haaland  | Manchester City  |
| 22     | Cole Palmer     | Chelsea          |
| 21     | Alexander Isak  | Newcastle United |
| 19     | Ollie Watkins   | Aston Villa      |
| 19     | Dominic Solanke | Bournemouth      |
| 19     | Phil Foden      | Manchester City  |
| 18     | Mohamed Salah   | Liverpool        |

Stan na 20 maja 2024, Źródło: Strona Premier League.

### Najlepsi asystenci
| Asysty | Zawodnik           | Drużyna                |
| ------ | ------------------ | ---------------------- |
| 13     | Ollie Watkins      | Aston Villa            |
| 11     | Cole Palmer        | Chelsea                |
| 10     | Pascal Groß        | Brighton & Hove Albion |
| 10     | Kieran Trippier    | Newcastle United       |
| 10     | Mohamed Salah      | Liverpool              |
| 10     | Anthony Gordon     | Newcastle United       |
| 10     | Morgan Gibbs-White | Nottingham Forest      |
| 10     | Kevin De Bruyne    | Manchester City        |
| 10     | Son Heung-Min      | Tottenham Hotspur      |
| 10     | Brennan Johnson    | Tottenham Hotspur      |
| 10     | Martin Ødegaard    | Arsenal                |

Stan na 19 maja 2024, Źródło: Strona Premier League

### Hattricki
| Lp. | Zawodnik             | Dla                     | Przeciwnik              | Wynik | Kolejka | Data                 |
| --- | -------------------- | ----------------------- | ----------------------- | ----- | ------- | -------------------- |
| 1.  | Son Heung-Min        | Tottenham Hotspur       | Burnley                 | 2:5   | 4       | 2 września 2023      |
| 2.  | Erling Haaland       | Manchester City         | Fulham                  | 5:1   | 4       | 2 września 2023      |
| 3.  | Evan Ferguson        | Brighton & Hove Albion  | Newcastle United        | 3:1   | 4       | 2 września 2023      |
| 4.  | Ollie Watkins        | Aston Villa             | Brighton & Hove Albion  | 6:1   | 7       | 30 września 2023     |
| 5.  | Eddie Nketiah        | Arsenal                 | Sheffield United        | 5:0   | 10      | 28 października 2023 |
| 6.  | Nicolas Jackson      | Chelsea                 | Tottenham Hotspur       | 1:4   | 11      | 6 listopada 2023     |
| 7.  | Dominic Solanke      | Bournemouth             | Nottingham Forest       | 2:3   | 18      | 23 grudnia 2023      |
| 8.  | Chris Wood           | Nottingham Forest       | Newcastle United        | 1:3   | 19      | 26 grudnia 2023      |
| 9.  | Elijah Adebayo       | Luton Town              | Brighton & Hove Albion  | 4:0   | 22      | 30 stycznia 2024     |
| 10. | Matheus Cunha        | Wolverhampton Wanderers | Chelsea                 | 4:2   | 23      | 4 lutego 2024        |
| 11. | Phil Foden           | Manchester City         | Brentford               | 1:3   | 23      | 5 lutego 2024        |
| 12. | Phil Foden           | Manchester City         | Aston Villa             | 4:1   | 31      | 4 kwietnia 2024      |
| 13. | Cole Palmer          | Chelsea                 | Manchester United       | 4:3   | 31      | 4 kwietnia 2024      |
| 14. | Cole Palmer4         | Chelsea                 | Everton                 | 6:0   | 33      | 15 kwietnia 2024     |
| 15. | Erling Haaland4      | Manchester City         | Wolverhampton Wanderers | 5:1   | 36      | 4 maja 2023          |
| 16. | Jean-Philippe Mateta | Crystal Palace          | Aston Villa             | 5:0   | 38      | 19 maja 2023         |

4 Zawodnik zdobył 4 bramki

### Czyste konta
| Pozycja | Zawodnik          | Klub              | Czyste konta |
| ------- | ----------------- | ----------------- | ------------ |
| 1.      | David Raya        | Arsenal           | 16           |
| 2.      | Jordan Pickford   | Everton           | 13           |
| 3.      | Bernd Leno        | Fulham            | 10           |
| 3.      | Ederson           | Manchester City   | 10           |
| 5.      | André Onana       | Manchester United | 9            |
| 6.      | Emiliano Martínez | Aston Villa       | 8            |
| 6.      | Alisson Becker    | Liverpool         | 8            |
| 8.      | Neto              | Bournemouth       | 7            |
| 8.      | Guglielmo Vicario | Tottenham Hotspur | 7            |
| 8.      | Mark Flekken      | Brentford         | 7            |

Źródło: Strona Premier League

### Kary

#### Zawodnicy
- Najwięcej żółtych kartek: 13[41]
  - João Palhinha (Fulham)

- Najwięcej czerwonych kartek: 2[42]
  - Reece James (Chelsea)
  - Oliver McBurnie (Sheffield United)
  - Yves Bissouma (Tottenham Hotspur)

#### Kluby
- Najwięcej żółtych kartek: 103[43]
  - Chelsea

- Najwięcej czerwonych kartek: 7[44]
  - Burnley